# Hanna Kalinouska-Güngör
Hanna Kanstancinauna Kalinouska-Güngör (biał. Ганна Канстанцінаўна Каліноўская; ros. Анна Константиновна Калиновская, Anna Konstantinowna Kalinowska; ur. 17 maja 1985) – białoruska siatkarka, reprezentantka kraju, grająca jako środkowa. Obecnie występuje w drużynie VfB 91 Suhl.